# Торн-Бей (Аляска)
Торн-Бей (англ. Thorne Bay) — город в зоне переписи населения Принс-оф-Уэльс — Хайдер в штате Аляска (США). Расположен на восточном побережье острова Принца Уэльского.

## Население
| 2010 | 2020 |
| ---- | ---- |
| 471  | ↗476 |